# Нурум
Нурум (каз. Нұрым) — село в Кербулакском районе Жетысуской области Казахстана. Входит в состав Басшийского сельского округа. Код КАТО — 194635400.

## Население
В 1999 году население села составляло 746 человек (360 мужчин и 386 женщин). По данным переписи 2009 года, в селе проживало 550 человек (280 мужчин и 270 женщин).